# Oiba
Oiba là một khu tự quản thuộc tỉnh Santander, Colombia. Thủ phủ của khu tự quản Oiba đóng tại Oiba Khu tự quản Oiba có diện tích 287 ki lô mét vuông. Đến thời điểm ngày 28 tháng 5 năm 2005, khu tự quản Oiba có dân số 8629 người.